# 格拉漢姆·阿比
格拉漢姆·阿比（Graham Abbey，1971年3月24日—）是加拿大的一位演員。他出生在安大略省多倫多，最著名的作品是在電視劇國界中飾演Gray Jackson角色。